# 我們相愛6年
我們相愛6年為Twins2007年的精選輯，於2007年2月1日在香港發行。碟內收錄4首新歌：Twins6周年主題曲《相爱6年》 、飄零燕、小心愛、紅噹噹飛吻 （與草蜢合唱）。
香港一共發行3版本唱片與2版本音樂錄影帶卡拉OK，分別是：
- 3CD 特別精裝限量版
- 3CD+DVD 平裝版
- 3CD+DVD 第三版
- Karaoke VCD版
- Karaoke DVD版

大陸發行兩個版本專輯：
- 平裝版
- 精裝版

收錄曲目、曲序與贈品各不同。

## 曲目和內容

### 3CD 特別精裝限量版
全球限量1500張，加送Twins紀念版郵票小全張 
特大包裝 15 inches x 20 inches 

#### 曲目
CD 1 
1. 相愛6年 (新歌)(Twins 6週年主題曲)
2. 你不是好情人 (Solo) (蔡卓妍 獨唱)
3. 非君不嫁 (Solo) (鍾欣桐 獨唱)
4. 八十塊環遊世界（國）
5. 見習愛神（國）
6. 死性不改 (w/Boy'z)
7. 下一站天后
8. 戀愛大過天
9. 女校男生
10. 多謝失戀
11. 眼紅紅
12. 我們的紀念冊
13. 梨渦淺笑
14. 千金
15. 大浪漫主義
16. 亂世佳人
17. 朋友的愛
18. 星光遊樂園（國）

CD 2 
1. 飄零燕 (新歌)
2. 天下有雙 ("雙子神偷" 電影主題曲)
3. 我決定走了
4. 你不是好情人
5. 雙失情人節
6. 幼稚園
7. 丟架
8. 救生圈
9. 飲歌
10. 狂想曲
11. 黑色喜劇
12. 海底深
13. 精選
14. 冬令時間
15. 18變
16. 德州的故事
17. 夏雨
18. 我很想愛他（國）

CD 3 
1. 小心愛 (新歌)
2. 紅噹噹飛吻 (新歌) - 草蜢合唱
3. 桃紅結他
4. 士多啤梨蘋果橙
5. 女人味
6. 熱浪假期
7. 一時無兩
8. 明愛暗戀補習社
9. 魚蛋歌
10. 女仔歌
11. 星星月亮太陽
12. 愛情當入樽
13. 二人世界盃
14. 大紅大紫
15. 零4好玩
16. ICHIBAN興奮
17. 夏日狂嘩
18. 森巴皇后

### 3CD+DVD 平裝版
平裝版隨碟贈送：印有草蜢及Twins造型的挥春、利是封，以及Twins电话绳 

#### 曲目
CD曲目同限量版

DVD 
1. 小心爱 MV
2. 红噹噹飞吻 MV - 草蜢合唱
3. 红噹噹飞吻 MV 制作花絮

### 3CD+DVD 第三版
DVD收錄4首新歌MV與製作花絮

#### 曲目
CD曲目同限量版

DVD 
1. 相爱6年 MV
2. 飘零燕 MV
3. 小心爱 MV
4. 红噹噹飞吻 MV - 草蜢合唱
5. 红噹噹飞吻 MV 制作花絮 - 草蜢合唱

### Karaoke VCD/DVD版
3DVD 限量特別版隨碟增送: 
- 6 張偶像婚紗相片 Postcards
- 1套 3 張六週年郵票紀念封 (紀念封共有兩套不同款式設計)

3VCD 版 以两人独立靓样制成双封面设计，可随自己的喜好选择不同的封面摆放 
曲目同限量版，收錄歌曲的MV與卡拉OK

### 大陸版
大陸引進版一共發行2版本： 1CD 平裝版、3CD+DVD精裝版
收錄了香港版並未收錄的國語賀年歌“好事成双”，雖然CD未收錄和草蜢合唱的红噹噹飞吻，但DVD收錄了MV和MV的拍攝花絮。

#### 曲目
CD 1  （平裝版、精裝版）
1. 好事成双 （大陸版獨佔收錄）
2. 飘零燕
3. 小心爱
4. 非君不嫁
5. 死性不改
6. 相爱6年
7. 下一站天后
8. 多谢失恋
9. 眼红红
10. 我们的纪念册
11. 梨涡浅笑

CD 2 （精裝版）
1. 自以為是
2. 双失情人节
3. 乱世佳人
4. 朋友的爱
5. 星光游乐园
6. 饮歌
7. 冬令时间
8. 18变
9. 我很想爱他
10. 夏日狂哗
11. 大浪漫主义

CD 3 （精裝版）
1. 天下有双
2. 士多啤梨苹果橙
3. 鱼蛋歌
4. 女仔歌
5. 爱情当入樽
6. 二人世界杯
7. 大红大紫
8. 零4好玩
9. ICHIBAN兴奋
10. 千金

DVD （精裝版）
1. 相爱6年 MV
2. 飘零燕 MV
3. 小心爱 MV
4. 红当当飞吻 MV
5. 红当当飞吻 MV制作花絮

### 相關提名／獎項
2007年度IFPI十大銷量廣東唱片